# رالف بیرکت
رالف بیرکت (به انگلیسی: Ralph Birkett) بازیکن فوتبال زادهٔ ۹ ژانویه ۱۹۱۳ اهل انگلستان بود که سابقهٔ بازی در تیم ملی فوتبال انگلستان را در کارنامهٔ خود دارد. وی در تاریخ ۱۹ اکتبر ۱۹۳۵ تنها بازی ملی خود را در مقابل تیم ملی فوتبال ایرلند شمالی انجام داد.